# HD 219828
HD 219828 ist der Name eines von der Sonne ca. 70 Parsec (ca. 240 Lichtjahre) entfernten Sternes, der von einem Exoplaneten umkreist wird. Der im Sternbild Pegasus befindliche Stern ist ein Unterriese vom Spektraltyp G0 und ist mit seiner scheinbaren Helligkeit von 8,04 mag für das bloße Auge unsichtbar. Mit einer Oberflächentemperatur von ca. 5900 K ist der Stern der Sonne relativ ähnlich.

## Der Planet
Aufgrund der großen Zahl neu gefundener, extrasolarer Planeten werden neu entdeckten Begleitern keine Eigennamen mehr vergeben. Daher heißt der Planet, welcher HD 219828 umkreist, einfach „b“, also HD 219828 b. HD 219828 b ist ein dem Neptun ähnlicher Planet, 
und ist mindestens 21-mal so schwer wie die Erde. Ob es sich bei dem Objekt um einen Eisplaneten, einen Gasplaneten oder gar einen Steinplaneten, der dann so etwas wie eine "Supererde" wäre, handelt, weiß man noch nicht.